# Kim Takhwan
Kim Takhwan (27 de octubre de 1968) es un novelista y crítico literario surcoreano.

## Biografía
Kim Takhwan dejó su puesto como profesor para dedicarse a su carrera como escritor. Varias de sus novelas se han popularizado gracias a las adaptaciones al cine y a la televisión. Retumbar de truenos, El inmortal almirante Yi Sun-sin y Hwang Jini se han adaptado a la televisión; y Detective K: El secreto de la buena viuda y Gabi al cine. Ya se han vendido los derechos de sus novelas Una mujer de la corte Joseon en París, El homicidio de Banggakbon y El arresto del fantasma por un funcionario de Buyeo.

## Obra
Casi todas su obras están ambientadas a mediados o finales de la Dinastía Joseon (1392-1910), un periodo en el que la dinastía reinante gobernó de manera indiscutida, a pesar de que ya se gestaba el advenimiento de una era moderna. Kim Takhwan no se conforma con reproducir los personajes y eventos históricos, sino que siempre busca que los lectores descubran el sentido de continuidad y comunicación entre el pasado y el presente.
En El inmortal, una novela de cuatro volúmenes sobre Yi Sun-shin, el afamado general naval que lideró las memorables victorias marítimas que permitieron rechazar a los invasores japoneses desde 1592 hasta 1598, Kim Takhwan se centra en la descripción del héroe y sus luchas internas. Actualmente está escribiendo cuatro volúmenes más que se publicarán bajo el nuevo título de El inmortal almirante Yi Sun-sin. Otra novela histórica, Los últimos diecinueve días de Heo Gyun, detalla la vida de Heo Gyun, escritor, revolucionario y autor de la novela clásica Biografía de Hong Gil Dong que vivió a mediados de la Dinastía Joseon, al mismo tiempo que muestra la desesperación y el fervor que experimentaron los intelectuales en la década de 1980. De forma similar, en El río Apnok, una novela de siete volúmenes sobre la vida del general Im Gyeong-eop, reproduce el sentimiento de caos que asoló a los intelectuales en la década de 1990 por la caída de la cortina de hierro. Yo, Hwang Jini noveliza la vida de Hwang Jini, la afamada cortesana de la Dinastía Joseon que también fue poeta, música e intelectual.

## Obras en coreano
- Retumbar de truenos
- El inmortal almirante Yi Sun-sin
- Hwang Jini
- Detective K: El secreto de la buena viuda
- Gabi
- Una mujer de la corte de Joseon en París
- El asesinato de Banggakbon
- El arresto del fantasma por un funcionario de Buyeo
- Los últimos diecinueve días de Heo Gyun
- El río Apnok

## Adaptaciones
| Año       | Adaptación                                | Medio                      | Novela                                  |
| --------- | ----------------------------------------- | -------------------------- | --------------------------------------- |
| 2000-2001 | Retumbar de truenos                       | Serie de televisión (KBS2) | Los diecinueve últimos días de Heo Gyun |
| 2004-2005 | El inmortal almirante Yi Sun-sin          | Serie de televisión (KBS1) | El inmortal Yi Sun-sin                  |
| 2005      | Triste que se lo lleve el olvido          | TV Novel episodio (KBS1)   | Triste que se lo lleve el olvido        |
| 2006      | Hwang Jini                                | Serie de televisión (KBS2) | Yo, Hwang Jini                          |
| 2011      | Detective K: El secreto de la buena viuda | Película                   | El secreto de la buena viuda            |
| 2012      | Gabi                                      | Película                   | Café ruso                               |